# Sour Candy
Sour Candy – utwór muzyczny nagrany przez amerykańską piosenkarkę Lady Gagę oraz południowokoreański zespół Blackpink. Piosenka została wydana jako singel promocyjny szóstego albumu studyjnego Gagi pt. Chromatica 28 maja 2020 roku. Jest to dance-popowy, electropopowy, bubblegum popowy, k-popowy i deep house utwór z house, dance i elektronicznym beatem, którego słowa porównują związek do tytułowych kwaśnych cukierków.

## Geneza i pisanie
22 kwietnia 2020 roku Gaga ogłosiła listę utworów Chromatici i niedługo po tym ogłoszeniu niektórzy autorzy tekstów pochwalili się na swoich mediach społecznościowych jakie piosenki napisali, jedną z nich była Madison Love, która potwierdziła, że wraz z Gagą, BloodPopem, Burnsem, Ramim Yacoubem i Hong Jun Parkiem napisała „Sour Candy”. „Sour Candy” zostało napisane na sesji niezwiązanej z tworzeniem Chromatici. Love o tej sesji wypowiedziała się tak:

„Zaczęliśmy grać refren. Polubiliśmy tytuł «Sour Candy». Pomyślałam, że powinniśmy napisać to jak tę reklamę Sour Patch Kids, gdzie oni podcinali ludziom włosy: One są kwaśne, a potem słodkie. To była gra słów, którą wymyśliłam… Napisaliśmy refren i napisałam krótki wers dla dodatkowego artysty. Zaczęliśmy myśleć, że Blackpink byłyby idelne… Blood[Pop] dał tę piosenkę Gadze i ona powiedziała «Uwielbiam to, chciałabym nad tym popracować.» Dodała coś od siebie i zmieniła tę piosenkę na swoją. Na końcu, ona spytała «To co z Blackpink?»”

W wywiadzie dla japońskiej strony TV Groove, Gaga powiedziała o genezie utworu, mówiąc, że „kiedy [ona] zadzwoniła do nich, żeby zapytać ich czy chcą zrobić wspólną piosenkę [z nią], one były takie szczęśliwe i zmotywowane. To była bardzo ekscytująca współpraca”, później dodała: „Chciałam świętować je, bo one kochają silne kobiety jak my, ale one też chciały świętować mnie i mieliśmy dobry czas, tworząc tę piosenkę. Byłam podekscytowana, słysząc jak one interpretują tę piosenkę po koreańsku i powiedziałam im, że ta część była bardzo kreatywna i zabawna. Byłam pod dużym wrażeniem, kiedy usłyszałam ich śpiew”. Członkinie Blackpink później wypowiedziały się na temat jak powstała ta piosenka: „My słuchaliśmy naszej muzyki nawzajem i stałyśmy się fankami, co naturalnie spowodowało powstanie tej piosenki”.

## Kompozycja
„Sour Candy” jest dance-popowym, electropopowym, k-popowym, bubblegum popowym i deep house hymnem, który ma house, dance i elektroniczny beat oraz skoczną produkcję. Utwór został skomponowany w kluczu a-moll z tempem 120 uderzeń na minutę. Piosenka sampluje „What They Say” Mayi Jane Coles. Wokale piosenkarek mają rozpiętość od G3 do H4.

## Wydanie i promocja

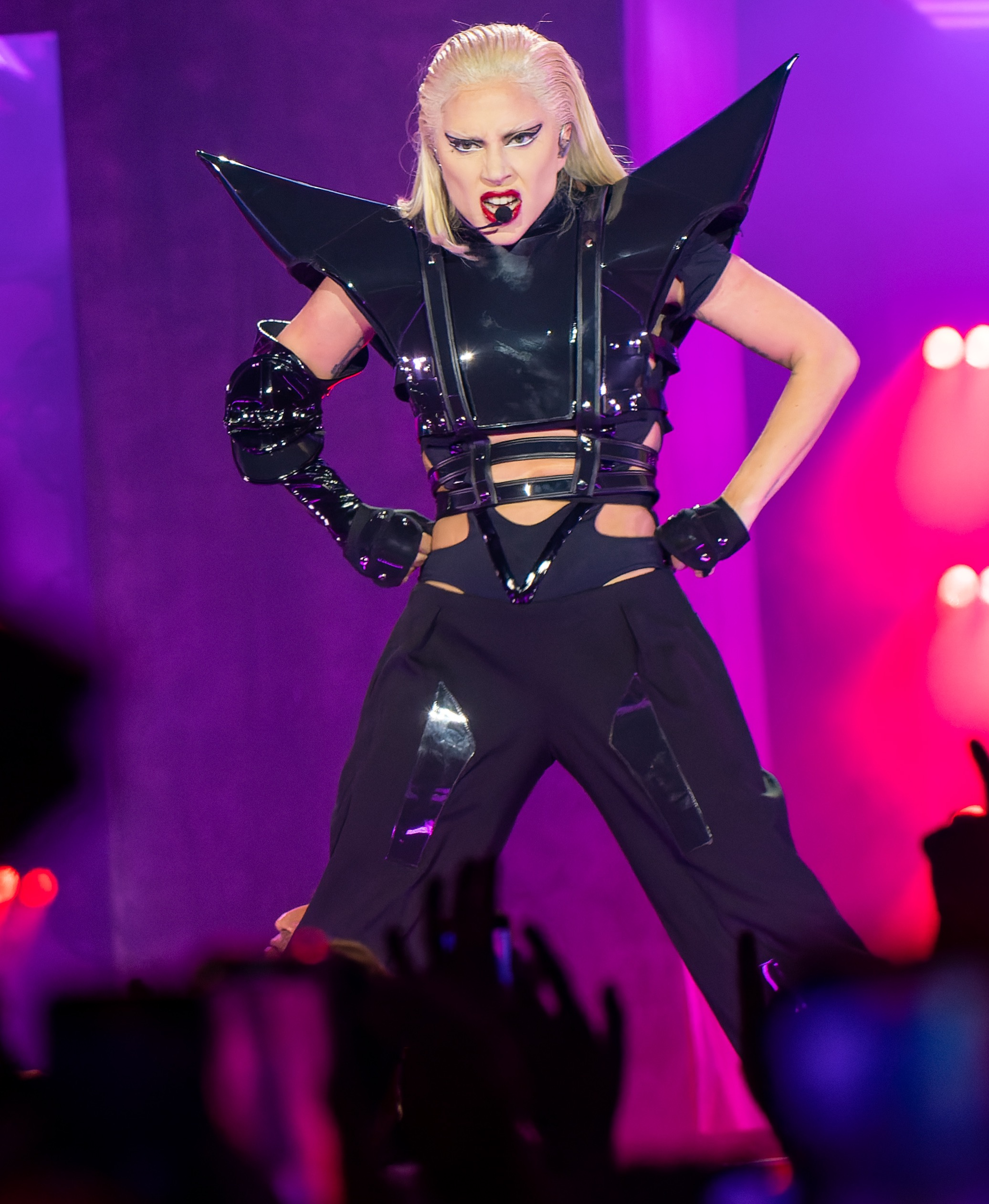
Lady Gaga wykonująca „Sour Candy” podczas The Chromatica Ball

„Sour Candy” zostało oficjalnie zapowiedziane 22 kwietnia, kiedy to Gaga ogłosiła listę utworów Chromatici. Piosenka została wydana jako pierwszy singel promocyjny albumu, bez wcześniejszej zapowiedzi, 28 maja, dzień po tym jak piosenka wyciekła na Twitterze. Dzień później, utwór został wydany w Australii w formacie contemporary hit radio. 16 czerwca zostało opublikowane lyric video. W artykule magazynu „Rolling Stone”, klip został określony jakby odgrywał się w goglach wirtualnej rzeczywistości i „odgrywał się na cukierkowym, surrealnym i cyfrowym terenie”, a wyświetlone słowa zostały porównane do tego jak wyglądały w filmie Matrix. Według Gila Kaufmana z „Billboard” wideo „dawało kopa”, które zawierało „świecące i futurystyczne stworzenia przypominające ognice latające w kosmosie”.

## Odbiór krytyczny
Joey Nolfi z „Entertainment Weekly” nazwał piosenkę „epicką kolaboracją”. Michael Roffman z „Consequence of Sound” powiedział, że „«Sour Candy» jest kolejnym bangerem od laureatki Oscara, udowadniając, że Chromatica rozpocznie imprezę podczas naszej pandemii”. Claire Shaffer z magazynu „Rolling Stone” uznała utwór za „słodki jak cukier utwór klubowy do zabawy podczas naszych domówek”. Chuck Arnold z „New York Post” napisał, że „pomimo że słowa «Sour Candy» są trochę płytkie (…) to nie ma znaczenia, gdy beat jest chory”. Zoe Haylock z magazynu „New York” napisła, że „słowa piosenki mogą się zmieścić w opisie zdjęcia na Instagramie, to i tak to jest dobra piosenka”. Stephen Daw z magazynu „Billboard” pochwalił piosenkę za „dobrze wymierzony czas każdej artystki”, ale dodał, że czegoś brakuje tej piosence.

## Odbiór komercyjny
„Sour Candy” zadebiutowało na 33. miejscu listy Hot 100 w Stanach Zjednoczonych, stając się 25 hitem w top 40 Gagi oraz pierwszą taką piosenką dla Blackpink oraz ich najwyżej pozycjonowaną piosenką w tym notowaniu. Utwór ten również stał się najlepiej uplasowaną piosenką stworzoną przez południowokoreański żeński zespół. „Sour Candy” stało się również pierwszym przebojem w top 10 Blackpink w Australii, gdzie zadebiutowało na 8. miejscu. W Wielkiej Brytanii, piosenka również stała się ich pierwszym utworem w top 20, plasując się na 17. miejscu.
„Sour Candy” dodatkowo dotarło na szczyt list w Malezji i Singapurze.

## Personel
- Lady Gaga – wokale, tekst
- Blackpink – wokale
- Burns – produkcja, tekst, gitara basowa, bębny, keyboardy, perkusja
- BloodPop – produkcja, tekst, gitara basowa, bębny, keyboardy, perkusja
- Madison Love – tekst, wokale wspierające
- Teddy Park – tekst
- Rami Yacoub – tekst
- Benjamin Rice – miksowanie, inżynieria
- Tom Norris – vox mixer
- Skrrt – inżynieria miksowania
- Scott Kelly – asystent miksowania
- Randy Merill – mastering

Źródło:.

## Notowania

### Tygodniowe
| Terytorium        | Notowanie                          | Pozycja | Źr.    |
| ----------------- | ---------------------------------- | ------- | ------ |
| Australia         | Top 50 Singles                     | 8       | [ 30 ] |
| Austria           | Ö3 Austria Top 40                  | 42      | [ 31 ] |
| Czechy            | Singles Digitál Top 100            | 20      | [ 32 ] |
| Estonia           | Eesti Lood Tipp-40                 | 8       | [ 33 ] |
| Finlandia         | Suomen virallinen lista            | 15      | [ 34 ] |
| Francja           | Top Singles                        | 62      | [ 35 ] |
| Grecja            | Digital Singles Chart              | 10      | [ 36 ] |
| Hiszpania         | Top 100 Canciones                  | 46      | [ 37 ] |
| Holandia          | Single Top 100                     | 52      | [ 38 ] |
| Irlandia          | Top 100 Singles                    | 11      | [ 39 ] |
| Japonia           | Japan Hot 100                      | 43      | [ 40 ] |
| Kanada            | Canadian Hot 100                   | 18      | [ 41 ] |
| Korea Południowa  | Digital Chart                      | 178     | [ 42 ] |
| Litwa             | Singlų Top 100                     | 5       | [ 43 ] |
| Malezja           | Top 20 Most Streamed International | 1       | [ 27 ] |
| Nowa Zelandia     | Top 40 Singles                     | 12      | [ 44 ] |
| Portugalia        | Portugese Charts: Singles          | 24      | [ 45 ] |
| Rosja             | Russia Airplay Chart               | 96      | [ 46 ] |
| Singapur          | International Top Charts           | 1       | [ 28 ] |
| Słowacja          | Singles Digitál Top 100            | 20      | [ 47 ] |
| Stany Zjednoczone | Hot 100                            | 33      | [ 48 ] |
| Stany Zjednoczone | Hot Dance/Electronic Songs         | 8       | [ 49 ] |
| Szkocja           | Scottish Singles Chart             | 20      | [ 50 ] |
| Szwajcaria        | Singles Top 100                    | 30      | [ 51 ] |
| Szwecja           | Sverigetopplistan                  | 49      | [ 52 ] |
| Węgry             | Single Top 40                      | 4       | [ 53 ] |
| Węgry             | Stream Top 40                      | 8       | [ 54 ] |
| Wielka Brytania   | UK Singles Chart                   | 17      | [ 55 ] |
| Włochy            | Singles Chart                      | 46      | [ 56 ] |
| WNP               | Top Radio Hits                     | 107     | [ 57 ] |

## Certyfikaty i sprzedaż
| Kraj                     | Certyfikat  | Sprzedaż |
| ------------------------ | ----------- | -------- |
| Kanada (MC)              | złota płyta | 40 000+  |
| Polska (ZPAV)            | złota płyta | 25 000+  |
| Stany Zjednoczone (RIAA) | złota płyta | 500 000+ |

## Historia wydania
| Obszar     | Data         | Format                                | Wytwórnia                                         | Przypis |
| ---------- | ------------ | ------------------------------------- | ------------------------------------------------- | ------- |
| Cały świat | 28 maja 2020 | digital download · media strumieniowe | Interscope                                        | [ 63 ]  |
| Australia  | 29 maja 2020 | contemporary hit radio                | Interscope Geffen A&M · Universal Music Australia | [ 19 ]  |